# Газипаша-Аланья
Аэропорт Газипаша-Аланья  (тур. Gazipaşa - Alanya Havalimanı; ИАТА: GZP, ИКАО: LTFG) — международный аэропорт в Турции, расположенный в 40 км к юго-востоку от Аланьи. Это аэропорт, обслуживающий Газипашу, Анамур, Аланью, Обу, Тосмур, Кестель, Махмутлар, Каргыджак, Паяллар, Авсаллар, Окурджалар и их окрестности в провинции Анталья в Турции. Аэропорт был открыт для внутренних рейсов в июле 2010 года с ежедневными рейсами из Стамбула. Международные рейсы начались в 2011 году, с рейсами из Амстердама. Новый аэропорт находится всего в 30 минутах езды от Аланьи по сравнению с временем в пути около 2 часов между Аланьей и аэропортом Антальи, который ранее был ближайшим аэропортом, находясь в 120 км.
Добраться из аэропорта Газипаша-Аланья до центра города можно на различных видах автомобильного транспорта. Самым популярным является автобус-шаттл Хаваш (стоимость проезда в 2024 году) составляет  турецких лир, а также долмуш GAL02